# Julia Eggert
Julia Eggert (* 21. April 1994) ist eine deutsche Schauspielerin.
Julia Eggert startete im Alter von sieben Jahren als Kinderdarstellerin. So wirkte sie ab 2003 als „Annkathrin“ in der Soapopera Marienhof mit. Es folgten eine Reihe von Fernsehfilmen und Serien. So spielte sie in einer Rosamunde-Pilcher-Folge und als „Lilly“ in der Kindersendung Disneys Kurze Pause. 2017 hatte sie ihren letzten TV-Auftritt in der Serie Die Bergretter.

## Filmographie (Auswahl)
- 2002: Das Lachgespenst (Kurzfilm)
- 2003: Rosenstraße
- 2003: Mein erster Freund, Mutter und ich
- 2003–2004: Marienhof (Fernsehserie, 17 Folgen)
- 2005: Rosamunde Pilcher: Vermächtnis der Liebe
- 2005: Willkommen daheim
- 2005: Ausgerechnet Weihnachten
- 2006: Disneys Kurze Pause (Fernsehsendung, ? Folgen)
- 2007–2013: Aktenzeichen XY … ungelöst (Fernsehsendung, 3 Folgen)
- 2017: Die Bergretter (Fernsehserie, eine Folge)